# 司督阁
司督阁 （Dugald Christie；1855年11月11日—1936年12月2日) 是一位苏格兰在华医学传教士，在奉天创立了盛京医院和奉天医科大学。

## 生平
1855年11月11日，司督阁出生于苏格兰高地的格伦科（Glencoe）。他是爱丁堡皇家内科医师学会和爱丁堡皇家外科医师学会的会员。1882年受苏格兰长老会差遣，前往中国东北奉天（今沈阳），建立诊所。在接下来的30年里，司督阁努力开办一所完整的医学院：随着资金的到位（来自苏格兰长老会、中国政府和当地人民），诊所发展为盛京医院 ，1912年3月，司督阁成为奉天医科大学第一任校长。这是中国东北的第一所医学院。

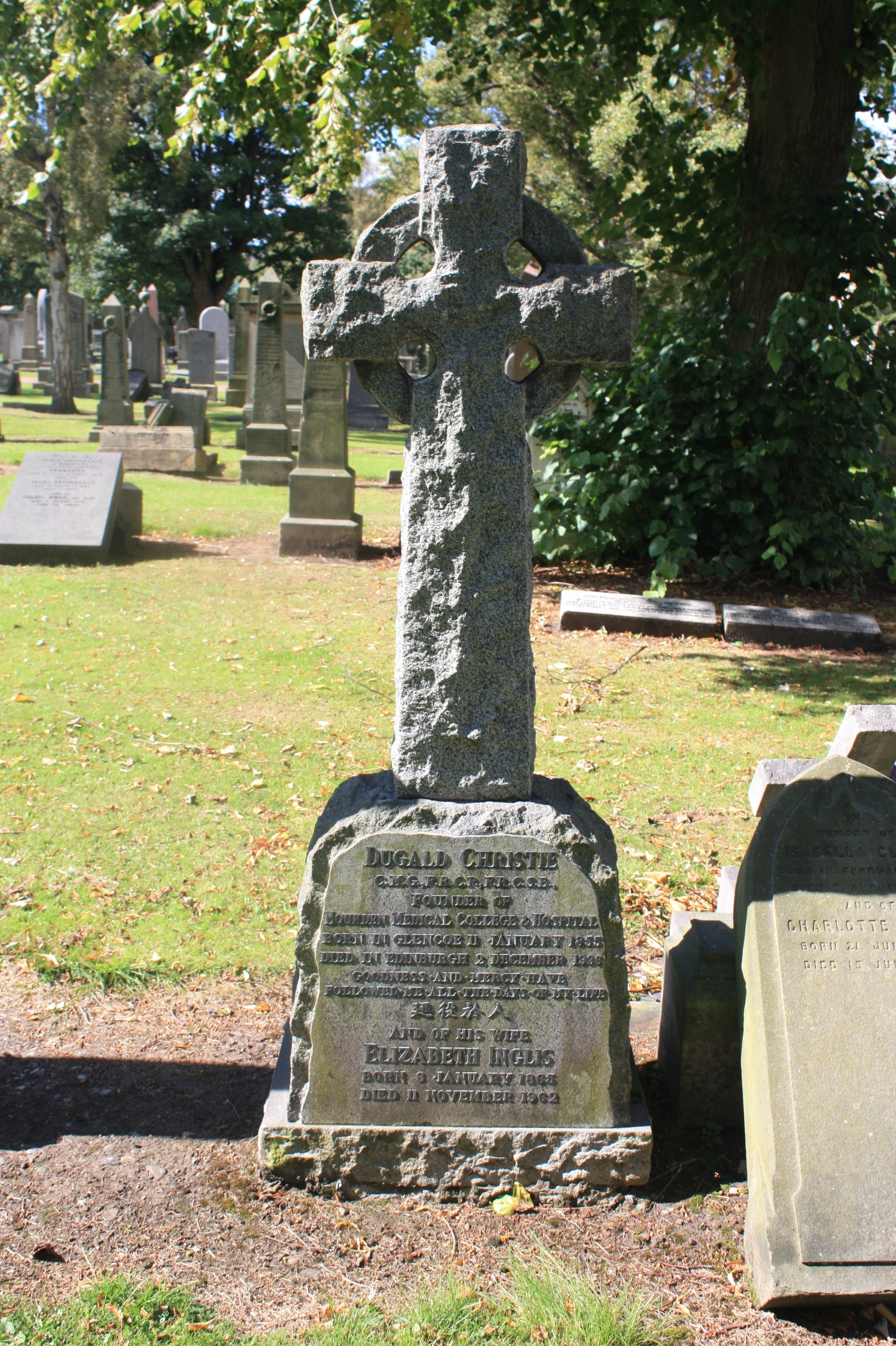
司督阁墓

司督阁于1923年退休，1936年12月2日在爱丁堡去世，与第二任妻子伊丽莎白•英格利斯（Elizabeth Inglis，1855-1952年）同葬于爱丁堡格兰奇公墓（Grange Cemetery）东北部。他的女儿梅•克里斯蒂（May Christie，1890-1946）是一名记者和小说作家。

## 医院
该医院继续作为奉天医科大学的教学医院，直到1949年奉天医科大学被并入中国医科大学，医院成为该大学的医院之一，更名为第二附属医院。1969年，作为农村医疗计划的一部分，该医院迁至朝阳，1983年迁回沈阳。2002年，该医院合并了第三附属医院，2003年，在其成立120周年之际，恢复盛京医院原名。

## 著作
- Christie, Dugald. . J. and R. Parlane. 1895 （英语）.
- Christie, Dugald. . London: McBride, Nast & Company. 1914 （英语）.